# Verein für Bewegungsspiele Stuttgart 1893 2013-2014
Questa pagina raccoglie i dati riguardanti il Verein für Bewegungsspiele Stuttgart 1893 nelle competizioni ufficiali della stagione 2013-2014.

## Stagione
Nella stagione 2013-2014 lo Stoccarda, allenato da Huub Stevens, concluse il campionato di Bundesliga al 15º posto. In coppa di Germania i Roten furono eliminati al primo turno dal Friburgo. In Europa League lo Stoccarda fu eliminato ai play-off dal Rijeka.

## Rosa
| N. |                                 | Ruolo | Calciatore        |
| -- | ------------------------------- | ----- | ----------------- |
| 1  | Germania (bandiera)             | P     | Sven Ulreich      |
| 2  | Giappone (bandiera)             | D     | Gōtoku Sakai      |
| 3  | Germania (bandiera)             | D     | Daniel Schwaab    |
| 5  | Tunisia (bandiera)              | D     | Karim Haggui      |
| 6  | Germania (bandiera)             | D     | Georg Niedermeier |
| 7  | Austria (bandiera)              | A     | Martin Harnik     |
| 8  | Germania (bandiera)             | C     | Moritz Leitner    |
| 9  | Bosnia ed Erzegovina (bandiera) | A     | Vedad Ibišević    |
| 10 | Germania (bandiera)             | C     | Daniel Didavi     |
| 11 | Ecuador (bandiera)              | C     | Carlos Gruezo     |
| 13 | Germania (bandiera)             | C     | Patrick Funk      |
| 14 | Nuova Zelanda (bandiera)        | C     | Marco Rojas       |
| 15 | Costa d'Avorio (bandiera)       | D     | Arthur Boka       |

| N. |                     | Ruolo | Calciatore          |
| -- | ------------------- | ----- | ------------------- |
| 16 | Guinea (bandiera)   | C     | Ibrahima Traoré     |
| 18 | Germania (bandiera) | A     | Cacau               |
| 19 | Germania (bandiera) | A     | Timo Werner         |
| 20 | Germania (bandiera) | C     | Christian Gentner   |
| 22 | Germania (bandiera) | P     | Thorsten Kirschbaum |
| 23 | Turchia (bandiera)  | C     | Sercan Sararer      |
| 24 | Germania (bandiera) | D     | Antonio Rüdiger     |
| 25 | Norvegia (bandiera) | A     | Mohammed Abdellaoue |
| 28 | Germania (bandiera) | C     | Rani Khedira        |
| 34 | Germania (bandiera) | D     | Konstantin Rausch   |
| 39 | Germania (bandiera) | C     | Robin Yalçın        |
| 44 | Romania (bandiera)  | C     | Alexandru Maxim     |

## Calciomercato

### Sessione invernale(dal 3/1 al 31/1)
| Acquisti | Acquisti      | Acquisti     | Acquisti   |
| R.       | Nome          | da           | Modalità   |
| -------- | ------------- | ------------ | ---------- |
| C        | Carlos Gruezo | Barcelona SC | Definitivo |

| Cessioni | Cessioni          | Cessioni | Cessioni                     |
| R.       | Nome              | a        | Modalità                     |
| -------- | ----------------- | -------- | ---------------------------- |
| D        | William Kvist     | Fulham   | prestito (fino al 30/6/2014) |
| D        | Cristian Molinaro | Parma    | definitivo                   |

## Organigramma societario
Area tecnica
- Allenatore: Huub Stevens
- Allenatore in seconda: Ton Lokhoff, Armin Reutershahn
- Preparatore dei portieri: Andreas Menger
- Preparatori atletici: Matthias Hahn, Frank Haile, Manuel Roth, Gerhard Wörn

## Risultati

### Bundesliga

#### Girone di andata
| Arbitro: | Meyer |

|                             |           |                         |
| Müller 14’, 78’ Okazaki 65’ | Marcatori | 16’ Ibišević 82’ Harnik |

| Arbitro: | Zwayer |

|  |           |                    |
|  | Marcatori | 42’ (aut.) Schwaab |

| Arbitro: | Welz |

|                                 |           |                     |
| Altıntop 6’ Callsen-Bracker 36’ | Marcatori | 42’ (rig.) Ibišević |

| Arbitro: | Drees |

|                                                   |           |                         |
| Rüdiger 12’ Ibišević 19’, 47’, 63’ Maxim 28’, 55’ | Marcatori | 26’ Volland 87’ Firmino |

| Arbitro: | Aytekin |

|  |           |             |
|  | Marcatori | 49’ Gentner |

| Arbitro: | Zwayer |

|            |           |          |
| Werner 16’ | Marcatori | 14’ Russ |

| Arbitro: | Brych |

|  |           |                                              |
|  | Marcatori | 40’ Ibišević 50’ Maxim 76’ Traoré 86’ Harnik |

| Arbitro: | Sippel |

|           |           |              |
| Harnik 6’ | Marcatori | 37’ Petersen |

| Arbitro: | Welz |

|                                           |           |                                         |
| Lasogga 22’ Beister 55’ van der Vaart 67’ | Marcatori | 3’ Maxim 37’ Gentner 64’ (aut.) Djourou |

| Arbitro: | Winkmann |

|                    |           |          |
| Ibišević 3’ (rig.) | Marcatori | 6’ Drmić |

| Arbitro: | Meyer |

|                                                                        |           |            |
| Papastathopoulos 19’ Reus 22’ Lewandowski 54’, 56’, 72’ Aubameyang 81’ | Marcatori | 13’ Haggui |

| Arbitro: | Zwayer |

|           |           |                             |
| Hanke 78’ | Marcatori | 9’ Ibišević 10’, 82’ Werner |

| Arbitro: | Kinhöfer |

|  |           |                       |
|  | Marcatori | 37’ Raffael 73’ Wendt |

| Arbitro: | Weiner |

|                                  |           |  |
| Farfán 34’, 47’ (rig.) Jones 79’ | Marcatori |  |

| Arbitro: | Brych |

|                                               |           |                      |
| Harnik 13’ Ibišević 33’ Traoré 52’ Rausch 84’ | Marcatori | 28’ Sobiech 31’ Sané |

| Arbitro: | Aytekin |

|                                     |           |            |
| Rodríguez 38’ Diego 53’ Perišić 78’ | Marcatori | 57’ Werner |

| Arbitro: | Siebert |

|                |           |                        |
| Abdellaoue 11’ | Marcatori | 39’ Okazaki 87’ Saller |

#### Girone di ritorno
| Arbitro: | Gräfe |

|              |           |                        |
| Ibišević 29’ | Marcatori | 76’ Pizarro 90’ Thiago |

| Arbitro: | Zwayer |

|                           |           |             |
| Kießling 26’ Derdiyok 84’ | Marcatori | 12’ Leitner |

| Arbitro: | Drees |

|            |           |                                    |
| Rausch 62’ | Marcatori | 35’ Milik 43’, 56’ Hahn 64’ Werner |

| Arbitro: | Dankert |

|                                                    |           |             |
| Schipplock 12’, 66’ Volland 49’ Firmino 90’ (rig.) | Marcatori | 78’ Rüdiger |

| Arbitro: | Hartmann |

|          |           |                            |
| Boka 45’ | Marcatori | 5’ K'obiashvili 87’ Wagner |

| Arbitro: | Aytekin |

|                         |           |            |
| Rosenthal 80’ Meier 89’ | Marcatori | 31’ Harnik |

| Arbitro: | Dingert |

|                      |           |                              |
| Maxim 30’ Harnik 35’ | Marcatori | 24’ Hochscheidt 82’ Bičakčić |

| Arbitro: | Kinhöfer |

|          |           |                 |
| Hunt 79’ | Marcatori | 55’ Niedermeier |

| Arbitro: | Brych |

|           |           |  |
| Maxim 69’ | Marcatori |  |

| Arbitro: | Welz |

|                |           |  |
| Drmić 43’, 54’ | Marcatori |  |

| Arbitro: | Weiner |

|                       |           |                           |
| Gentner 9’ Harnik 19’ | Marcatori | 30’, 68’ (rig.), 83’ Reus |

| Arbitro: | Zwayer |

|                      |           |  |
| Maxim 69’ Harnik 89’ | Marcatori |  |

| Arbitro: | Meyer |

|            |           |            |
| Arango 89’ | Marcatori | 12’ Didavi |

| Arbitro: | Perl |

|                           |           |            |
| Harnik 23’, 59’ Cacau 54’ | Marcatori | 69’ Szalai |

| Hannover 25 aprile 2014, ore 20:30 CEST 32ª giornata | Hannover 96 | 0 – 0 referto | Stoccarda | HDI-Arena (49 000 spett.)\| Arbitro: \| Stark \| |
| Arbitro:                                             | Stark       |               |           |                                                  |

| Arbitro: | Brych |

|             |           |                        |
| Gentner 62’ | Marcatori | 13’ De Bruyne 90’ Olić |

| Arbitro: | Dankert |

|             |           |  |
| Pizarro 90’ | Marcatori |  |

### Coppa di Germania
| Arbitro: | Winkmann |

|  |           |                          |
|  | Marcatori | 40’, 76’ (rig.) Ibišević |

| Arbitro: | Stark |

|                      |           |              |
| Ginter 52’ Hanke 70’ | Marcatori | 87’ Ibišević |

### Europa League
| Arbitro: | Probert |

|                 |           |              |
| Domovčijski 73’ | Marcatori | 67’ Ibišević |

| Aspach 8 agosto 2013, ore 20:20 CEST Terzo turno | Stoccarda | 0 – 0 referto | Botev Plovdiv | comtech Arena (7 000 spett.)\| Arbitro: \| Valášek \| |
| Arbitro:                                         | Valášek   |               |               |                                                       |

| Arbitro: | Nijhuis |

|                      |           |              |
| Benko 74’ Kvržić 87’ | Marcatori | 89’ Ibišević |

| Arbitro: | Hansson |

|                              |           |                         |
| Gentner 34’ Marić 75’ (aut.) | Marcatori | 30’ Benko 90’ Mujanović |

## Statistiche

### Statistiche di squadra
| Competizione      | Punti | In casa | In casa | In casa | In casa | In casa | In casa | In trasferta | In trasferta | In trasferta | In trasferta | In trasferta | In trasferta | Totale | Totale | Totale | Totale | Totale | Totale | DR  |
| Competizione      | Punti | G       | V       | N       | P       | Gf      | Gs      | G            | V            | N            | P            | Gf           | Gs           | G      | V      | N      | P      | Gf     | Gs     | DR  |
| ----------------- | ----- | ------- | ------- | ------- | ------- | ------- | ------- | ------------ | ------------ | ------------ | ------------ | ------------ | ------------ | ------ | ------ | ------ | ------ | ------ | ------ | --- |
| Bundesliga        | 32    | 17      | 5       | 4       | 8       | 28      | 28      | 17           | 3            | 4            | 10           | 21           | 34           | 34     | 8      | 8      | 18     | 49     | 62     | -13 |
| Coppa di Germania | -     | 0       | 0       | 0       | 0       | 0       | 0       | 2            | 1            | 0            | 1            | 3            | 2            | 2      | 1      | 0      | 1      | 3      | 2      | +1  |
| Europa League     | -     | 2       | 0       | 2       | 0       | 2       | 2       | 2            | 0            | 1            | 1            | 2            | 3            | 4      | 0      | 3      | 1      | 4      | 5      | -1  |
| Totale            | -     | 19      | 5       | 6       | 8       | 30      | 30      | 21           | 4            | 5            | 12           | 26           | 39           | 40     | 9      | 11     | 20     | 56     | 69     | -13 |

### Andamento in campionato
| Giornata  | 1  | 2  | 3  | 4  | 5  | 6  | 7 | 8 | 9 | 10 | 11 | 12 | 13 | 14 | 15 | 16 | 17 | 18 | 19 | 20 | 21 | 22 | 23 | 24 | 25 | 26 | 27 | 28 | 29 | 30 | 31 | 32 | 33 | 34 |
| --------- | -- | -- | -- | -- | -- | -- | - | - | - | -- | -- | -- | -- | -- | -- | -- | -- | -- | -- | -- | -- | -- | -- | -- | -- | -- | -- | -- | -- | -- | -- | -- | -- | -- |
| Luogo     | T  | C  | T  | C  | T  | C  | T | C | T | C  | T  | T  | C  | T  | C  | T  | C  | C  | T  | C  | T  | C  | T  | C  | T  | C  | T  | C  | C  | T  | C  | T  | C  | T  |
| Risultato | P  | P  | P  | V  | V  | N  | V | N | N | N  | P  | V  | P  | P  | V  | P  | P  | P  | P  | P  | P  | P  | P  | N  | N  | V  | P  | P  | V  | N  | V  | N  | P  | P  |
| Posizione | 12 | 14 | 17 | 14 | 10 | 12 | 6 | 7 | 8 | 8  | 10 | 8  | 9  | 12 | 10 | 10 | 10 | 12 | 13 | 14 | 15 | 15 | 15 | 15 | 17 | 15 | 17 | 16 | 15 | 15 | 15 | 15 | 15 | 15 |

Legenda:

Luogo: C = Casa; T = Trasferta. Risultato: V = Vittoria; N = Pareggio; P = Sconfitta.

### Statistiche dei giocatori
| Giocatore      | Bundesliga | Bundesliga | Bundesliga  | Bundesliga | Coppa di Germania | Coppa di Germania | Coppa di Germania | Coppa di Germania | Europa League | Europa League | Europa League | Europa League | Totale   | Totale | Totale      | Totale     |
| Giocatore      | Presenze   | Reti       | Ammonizioni | Espulsioni | Presenze          | Reti              | Ammonizioni       | Espulsioni        | Presenze      | Reti          | Ammonizioni   | Espulsioni    | Presenze | Reti   | Ammonizioni | Espulsioni |
| -------------- | ---------- | ---------- | ----------- | ---------- | ----------------- | ----------------- | ----------------- | ----------------- | ------------- | ------------- | ------------- | ------------- | -------- | ------ | ----------- | ---------- |
| T. Kirschbaum  | 3          | 0          | 0           | 0          | 1                 | 0                 | 0                 | 0                 | -             | -             | -             | -             | 4        | 0      | 0           | 0          |
| K. Müller      | -          | -          | -           | -          | -                 | -                 | -                 | -                 | -             | -             | -             | -             | -        | -      | -           | -          |
| S. Ulreich     | 31         | 0          | 3           | 0          | 1                 | 0                 | 0                 | 0                 | 4             | 0             | 0             | 0             | 36       | 0      | 3           | 0          |
| O. Vlachodimos | -          | -          | -           | -          | -                 | -                 | -                 | -                 | -             | -             | -             | -             | -        | -      | -           | -          |
| A. Boka        | 25         | 1          | 5           | 0          | -                 | -                 | -                 | -                 | 4             | 0             | 0             | 0             | 29       | 1      | 5           | 0          |
| K. Haggui      | 6          | 1          | 0           | 0          | -                 | -                 | -                 | -                 | -             | -             | -             | -             | 6        | 1      | 0           | 0          |
| T. Leibold     | -          | -          | -           | -          | -                 | -                 | -                 | -                 | -             | -             | -             | -             | -        | -      | -           | -          |
| G. Niedermeier | 18         | 1          | 5           | 1          | 1                 | 0                 | 0                 | 0                 | 1             | 0             | 0             | 0             | 20       | 1      | 5           | 1          |
| K. Rausch      | 21         | 2          | 1           | 0          | 1                 | 0                 | 0                 | 0                 | 1             | 0             | 1             | 0             | 23       | 2      | 2           | 0          |
| A. Rüdiger     | 30         | 2          | 2           | 1          | 1                 | 0                 | 0                 | 0                 | 4             | 0             | 1             | 0             | 35       | 2      | 3           | 1          |
| G. Sakai       | 28         | 0          | 4           | 0          | 2                 | 0                 | 0                 | 0                 | 2             | 0             | 0             | 0             | 32       | 0      | 4           | 0          |
| D. Schwaab     | 32         | 0          | 3           | 0          | 2                 | 0                 | 1                 | 0                 | 4             | 0             | 0             | 0             | 38       | 0      | 4           | 0          |
| D. Didavi      | 7          | 1          | 2           | 0          | -                 | -                 | -                 | -                 | -             | -             | -             | -             | 7        | 1      | 2           | 0          |
| C. Gentner     | 28         | 4          | 1           | 0          | 2                 | 0                 | 0                 | 0                 | 3             | 1             | 1             | 0             | 33       | 5      | 2           | 0          |
| C. Gruezo      | 8          | 0          | 3           | 0          | -                 | -                 | -                 | -                 | -             | -             | -             | -             | 8        | 0      | 3           | 0          |
| R. Khedira     | 9          | 0          | 3           | 0          | -                 | -                 | -                 | -                 | -             | -             | -             | -             | 9        | 0      | 3           | 0          |
| M. Leitner     | 21         | 1          | 4           | 1          | 1                 | 0                 | 1                 | 0                 | 2             | 0             | 0             | 0             | 24       | 1      | 5           | 1          |
| A. Maxim       | 29         | 7          | 3           | 0          | 2                 | 0                 | 0                 | 0                 | 3             | 0             | 1             | 0             | 34       | 7      | 4           | 0          |
| T. Rathgeb     | -          | -          | -           | -          | -                 | -                 | -                 | -                 | -             | -             | -             | -             | -        | -      | -           | -          |
| M. Rojas       | -          | -          | -           | -          | -                 | -                 | -                 | -                 | -             | -             | -             | -             | -        | -      | -           | -          |
| S. Sararer     | 6          | 0          | 0           | 0          | -                 | -                 | -                 | -                 | -             | -             | -             | -             | 6        | 0      | 0           | 0          |
| I. Traoré      | 31         | 2          | 2           | 1          | 2                 | 0                 | 0                 | 0                 | 3             | 0             | 0             | 0             | 36       | 2      | 2           | 1          |
| R. Yalçın      | 3          | 0          | 1           | 0          | -                 | -                 | -                 | -                 | -             | -             | -             | -             | 3        | 0      | 1           | 0          |
| M. Abdellaoue  | 12         | 1          | 1           | 0          | 2                 | 0                 | 0                 | 0                 | 4             | 0             | 0             | 0             | 18       | 1      | 1           | 0          |
| Cacau          | 21         | 1          | 2           | 0          | 2                 | 0                 | 1                 | 0                 | 4             | 0             | 2             | 0             | 27       | 1      | 5           | 0          |
| M. Harnik      | 30         | 10         | 6           | 0          | 2                 | 0                 | 0                 | 0                 | 3             | 0             | 0             | 0             | 35       | 10     | 6           | 0          |
| V. Ibišević    | 27         | 10         | 4           | 1          | 2                 | 3                 | 0                 | 0                 | 4             | 2             | 0             | 0             | 33       | 15     | 4           | 1          |
| T. Werner      | 30         | 4          | 1           | 0          | 2                 | 0                 | 1                 | 0                 | 2             | 0             | 1             | 0             | 34       | 4      | 3           | 0          |
| W. Kvist       | 12         | 0          | 3           | 0          | 1                 | 0                 | 0                 | 0                 | 1             | 0             | 0             | 0             | 14       | 0      | 3           | 0          |
| C. Molinaro    | 1          | 0          | 1           | 0          | -                 | -                 | -                 | -                 | 1             | 0             | 0             | 0             | 2        | 0      | 1           | 0          |
| B. Röcker      | 1          | 0          | 1           | 0          | -                 | -                 | -                 | -                 | 1             | 0             | 0             | 0             | 2        | 0      | 1           | 0          |
| S. Taşçı       | 1          | 0          | 0           | 0          | 1                 | 0                 | 0                 | 0                 | 2             | 0             | 1             | 0             | 4        | 0      | 1           | 0          |
| T. Torun       | 1          | 0          | 0           | 0          |                   |                   |                   |                   |               |               |               |               |          |        |             |            |